# Annie Kriegel
Annie Kriegel lub Annie Becker (ur. 9 września 1926, zm. w 1995 w Paryżu) – francuska historyczka i dziennikarka, w młodości działaczka Francuskiej Partii Komunistycznej i uczestniczka francuskiego ruchu oporu. Po 1956 zerwała z komunizmem, któremu poświęciła swoje najważniejsze prace naukowe.

## Działalność w PCF
Urodziła się w rodzinie alzackiej pochodzenia żydowskiego. Jako szesnastoletnia dziewczyna wstąpiła do ruchu oporu i do nielegalnej już wtedy młodzieżówki PCF – Młodzieży Komunistycznej. Działała w FTP-MOI, zostając jedną z nielicznych osób, które przetrwały aresztowania członków jej jednostek.
Po wojnie na nowo wstąpiła do partii komunistycznej, w której była odpowiedzialna za działania propagandowe w departamencie Seine. W latach 1948–1956 była zawodową działaczką. Wystąpiła z organizacji po ujawnieniu części prawdy o stalinizmie i rozpoczęła pracę jako historyk komunizmu, wobec którego w miarę upływu lat była coraz bardziej krytyczna.

## Historyk
Od 1970 zajmowała się badaniem historii PCF, zwłaszcza okoliczności jej powstania i pierwszych lat działalności. Była pierwszym naukowcem, który na taką skalę poruszał ten temat. W 1982 założyła razem ze Stéphane Courtoisem periodyk historyczny Komunizm, który współredagowała do śmierci. Położyła niezaprzeczalne zasługi w zakresie badań nad działalnością komunistów we Francji, jednak równocześnie była krytykowana za ostry antykomunizm swoich prac, który zdaniem niektórych sowietologów (w tym Borisa Souvarine’a, prekursora francuskiej sowietologii), uniemożliwiał jej w pełni obiektywny ogląd omawianych problemów.

## Życie prywatne
Jej pierwszym mężem był Guy Besse, drugim historyk Artur Kriegel, z którym miała dwóch synów i trzy córki.

## Prace
- 1920. Le Congrès de Tours. Naissance du PCF, Julliard, Paris, 1964.
- Les Communistes français: essai d’ethnographie politique, Seuil, Paris, 1968.
- Les Grands Procès dans les systèmes communistes, Gallimard, Paris, 1972.
- Communismes au miroir français, Gallimard, Paris, 1974.
- Ce que j’ai cru comprendre, Robert Laffont, Paris, 1991, 842 p.